# Maurice Southgate
Maurice Southgate (1913-1990) fut, pendant la Seconde Guerre mondiale, un agent secret britannique du Special Operations Executive. De janvier 1943 à avril 1944, il développa le réseau action Hector-STATIONER : couvrant l'Indre, l'Auvergne, le Limousin, etc. son réseau y organisa de nombreux parachutages et sabotages ; avec des implantations à Châteauroux, Limoges, Tarbes, Toulouse, Montluçon, Clermont-Ferrand et une antenne à Paris, il instruisit et arma les maquisards ; il accueillit un grand nombre d'agents du SOE envoyés en France pour soutenir la Résistance intérieure en prévision du débarquement. Le 1er mai 1944, il fut arrêté par les Allemands et déporté à Buchenwald, dont il revint.
Pour E. H. Cookridge, un historien britannique du SOE, « Maurice Southgate, chef né, fut sans doute le meilleur chef de réseau qu'ait eu la section française ».
Selon Henri Noguères, « Maurice Southgate est en réalité, en avril 1944, l'une des pièces maîtresses sur l'échiquier du SOE en France. Il est un des chefs de réseau que l'on cite en exemple à Baker Street — et son réseau est, lui aussi, de ceux dont le SOE s'enorgueillit à juste titre ».

## Identités
- État civil : Maurice Southgate
- Comme agent du SOE, section F :
  - Nom de guerre : « Hector »
  - Nom de code opérationnel : STATIONER (en français, PAPETIER)
  - Autres pseudos : Philippe, Maurice Leblanc

Parcours militaire :
- Army
- RAF ; grade : Squadron Leader
- SOE, section F

Pour accéder à des photographies de Maurice Southgate, se reporter au paragraphe  Sources et liens externes en fin d’article.

## Famille
- Parents britanniques.
- Marié deux fois.

## Éléments biographiques

### Premières années
1913. Maurice Southgate naît le 20 juin 1913 à Paris XIe.
Il grandit à Paris. Il finit ses études aux Paris British Schools. Il épouse une Française. Il est fabricant de sièges de grand luxe, tapissier décorateur, dans une maison importante qu'il partage avec un associé.
1938. Au moment de la conférence de Munich de septembre 1938, il se présente à l'ambassade britannique pour y faire ses offres de service, mais on le remercie.
1939. Il recommence et, fin août, il est envoyé à Reims, à la 272e Wing, où il reste environ sept mois. Il est sous-officier.
1940. Il est muté à la 298e, à Nantes. Dans la nuit du 17 juin, il subit le naufrage du bateau de transport de troupe Lancastria bombardé par des avions allemands, au large de Saint-Nazaire. Repêché par des pêcheurs français, il est ramené en France. Il retourne en Angleterre, où il arrive le 19 au matin. Il va y rester jusqu'en 1943.
1941. Une circulaire passe dans les différentes unités de l'Armée, demandant que les Anglais parlant couramment le français donnent leur nom. Il n'y répond pas.
1942. À Picadilly, il rencontre par hasard un camarade qui revient de France. Southgate lui avouant qu'il s'ennuie, le camarade lui indique la marche à suivre pour être expédié en France. Quelques jours plus tard, il reçoit une convocation au Ministère de la guerre. On lui indique les différentes filières. Il est recruté par le SOE et reçoit une « honorary commission » dans la RAF Volunteer Reserve.
Anecdote : Cela fait partie du folklore du SOE qu'un certain délai administratif soit nécessaire pour un tel transfert de l'Armée vers la RAF. Pendant cette période d'attente, Southgate, qui résidait à Londres avec sa mère, ne savait pas bien à quelle arme il appartenait, et il portait alternativement l'uniforme de l'Armée et celui de la RAF. C'est ainsi qu'un voisin s'étonna un jour auprès de sa mère : « Je n'ai jamais vu vos deux fils sortir ensemble ! »
Il suit l'entraînement SOE.

### Mission en France
1943
Définition de la mission : Maurice Southgate vient établir le réseau STATIONER, qui doit prendre la suite du réseau TINKER de Benjamin Cowburn « Valérien ». Les consignes sont simples : « ennuyer le boche de toutes les façons, avec le minimum de contrariétés pour les Français ; se garder soigneusement d'entrer en contact avec des groupements politiques français ; continuer la lutte de ses prédécesseurs ; ne pas perdre du temps à faire du renseignement. » Pour démarrer, il dispose de trois contacts : Auguste Chantraine « Octave » dans l'Indre ; Mlle Pilar Alvarez à Tarbes, contact personnel dû à des relations d'affaires d'avant-guerre ; la famille Néraud à Clermont-Ferrand.
- Janvier. Le 25, Maurice Southgate et Jacqueline Nearne sont parachutés à l’aveugle. Ils se rendent à Clermont-Ferrand dans une maison sûre, chez la famille Néraud.
- Avril. Il organise un parachutage dans les Pyrénées, sur les collines de Sarrouilles, à six kilomètres de Tarbes : au milieu du mois[9], grâce à l'aide de Charles Rechenmann assisté à la réception par deux paysans, Leduc et Hugue, deux agents sont parachutés, Amédée Maingard « Samuel », qui vient comme opérateur radio de STATIONER, et Harry Rée. Southgate poursuit le développement du réseau, avec pour auxiliaires principaux Auguste Chantraine dans le Nord-Indre, la famille Hirsch à Montluçon et à Toulouse, la famille Néraud à Clermont-Ferrand, Charles Rechenmann à Tarbes et Jacques Dufour dans le sud-ouest, en Dordogne. Alors que les parachutages d’agents et de matériel se multiplient, la pression du travail et les dangers de se faire prendre ne cessent d’augmenter.
- Septembre. Le 2, la famille Néraud est arrêtée à Clermont-Ferrand[10]. Dans la nuit du 22 au 23, Pearl Witherington « Marie » est parachutée (près de Tendu) pour devenir courrier de STATIONER. Pierre Hirsch « Popaul », qui a été formé par Amédée Maingard depuis juillet comme opérateur radio, est accepté par Londres. Il opère à Montluçon. Southgate obtient de Londres qu'Amédée Maingard soit nommé son « aide de camp ».
- Octobre. Maurice Southgate est rappelé à Londres pour consultation. Un Lysander le ramène en Angleterre dans la nuit du 16 au 17 octobre 1943[11].

1944.
- Janvier. Dans la nuit du 27 au 28 janvier 1944, Southgate retourne en France, parachuté à Lubbon (Landes). Sa tête a été mise à prix pour un million de francs.
- Mars. Comme Maurice Southgate n'a pas obtenu la coopération de la direction des usines Michelin pour un sabotage limité et efficace, c'est la RAF qui intervient le 17 mars : 500 bombardiers écrasent Michelin sous un tapis de bombes. Malheureusement, l'opération se solde aussi par 19 morts, 26 blessés, 30 maisons détruites et 300 autres endommagées dont 100 gravement[12].
- Avril. Il fait rentrer sa femme Josette Southgate en Angleterre dans la nuit du 9 au 10[13]. Le 15, le chef régional des FFI d'Auvergne, le colonel Émile Coulaudon « Gaspard » établit le contact avec Maurice Southgate, à Montluçon.

Résumé des accords entre « Hector » et « Gaspard » (voir détails dans l'article consacré au réseau Hector-STATIONER). Au cours de l'entretien du 15 avril 1944, « Gaspard » essaye de « vendre » à Southgate le plan « Caïman » dont il connaît, à défaut du nom, les grandes lignes, que l'on appelle déjà le plan Kœnig et qui consiste à créer trois réduits, l'un au mont Mouchet dans les monts de la Margeride où se trouvera l'état-major régional, le second dans la région de Chaudes-Aigues et le troisième au Lioran. Ce plan, il semble que « Gaspard » n'en connaisse que les grandes lignes. Il ignore qu'il est mis en sommeil... et surtout il ne peut deviner le refus qui lui sera finalement opposé par les Alliés — en fait par Roosevelt. Aussi ne cache-t-il pas son adhésion enthousiaste. Refus que Southgate n'imagine pas davantage. Southgate rédige aussitôt, pour ses chefs de Baker Street, un long message demandant tout l'appui nécessaire en armes, en munitions, en moyens de transmission et en personnel d'encadrement. « Gaspard », après avoir ainsi joué à l'apprenti sorcier, a toutefois formulé deux réserves : il a rappelé que, désormais, tout ce qui s'adresse à la Résistance française doit passer par l'état-major de Kœnig. Et, pour respecter les structures internes de la Résistance, il subordonne l'accord définitif à une très prochaine réunion du Comité Régional de Libération de R6. Le mois d'avril ne s'achève d'ailleurs pas sans qu'une première initiative prise par le SOE soit interprétée en Auvergne comme apportant la confirmation de l'accord Coulaudon-Southgate : c'est l'arrivée, dans la nuit du 28 au 29 avril, des deux premiers éléments du réseau FREELANCE, le major John Hind Farmer « Jean » et le lieutenant Nancy Fiocca-Wake « Andrée ». Le troisième membre de la mission, le capitaine Denis Rake devant les rejoindre à la lune suivante. Quant au Comité Régional de Libération, il se réunit le 30 avril, et approuve le plan proposé.
- Avril (suite). Southgate est surmené. Durant ce mois d'avril, il a fait 28 opérations d'agents, ainsi que des parachutages sur ses 19 terrains personnels. Il est aussi soucieux en raison des « histoires de partis politiques ». Le 30 avril, à Châteauroux, un capitaine AS a été arrêté. Southgate estime qu'il est plus sage d'aller à Montluçon pour deux ou trois jours. Il y arrive exténué.

- Mai. Le 1er mai au matin, un de ses amis vient le prendre pour aller chez lui afin d'y rencontrer un homme et une femme parachutés le même matin à 2 heures.

- Mai (suite). Le 1er, en début d'après-midi, accompagné de John Hind Farmer, Maurice Southgate est raccompagné à Montluçon par son ami, qui, en raison du 1er mai, emprunte des routes secondaires et le dépose en peu en dehors de la ville. Après s'être séparés, Jean Villechenon et John Hind Farmer regagnent Cosne-d'Allier, tandis que Southgate se rend à pied à son PC, 16, rue de Rimard[15], pensant à tout ce qu'il a à faire en si peu de temps. En ce jour de congé, Amédée Maingard (« Samuel », Dédé), Henri Cornioley, Pearl Witherington, la famille L'Hospitalier étaient partis aux environs de Montluçon. Vers 15 heures, la Gestapo exploite une lettre anonyme indiquant : « Allez au 16, rue de Rimard, vous y trouverez un certain Robert L'Hospitalier réfractaire au STO. » Elle se présente à cette adresse où se trouvent Mme L'Hospitalier, la grand-mère de Robert et René Mathieu (« Aimé », Milhaud), le radio de Southgate. Après un rapide contrôle d'identité, les membres de la Gestapo font une perquisition qui leur permet de découvrir tous les messages décodés depuis cinq jours, la liste de tous les terrains de parachutage, etc. que le radio n'avait pas détruits malgré les consignes en vigueur. Un agent du réseau, Louis Bidet, apprenant la présence de la Gestapo rue de Rimard, prévient la famille L'Hospitalier dans les environs de Montluçon et essaie d'avertir le major Southgate. Celui-ci ne peut être touché et tombe aux environs de 16 heures dans la souricière qui lui est tendue[16].

### Aux mains de l'ennemi
- Mai. Le 1er mai 1944 (suite), Maurice Southgate est arrêté à Montluçon.

Conséquences de l'arrestation de Southgate sur les activités du réseau
Son arrestation a un impact sur les plans pour le D-day, puisque les lignes de communication vers la Normandie passent par son secteur et qu'il est une personne clé des programmes établis pour les couper.
Grâce à ses adjoints, les activités du réseau se poursuivent cependant, après un partage territorial entre Amédée Maingard (réseau SHIPWRIGHT, sud de l'Indre et Vienne) et Pearl Witherington (devenue « Pauline », réseau WRESTLER, nord de l'Indre), tandis que le sud du réseau (Pyrénées, Aquitaine) est repris par les frères Percy et Edmund Mayer (réseau FIREMAN). À noter aussi, à partir du débarquement, l'arrivée de Philippe Liewer (Haute-Vienne et dans une partie de la Dordogne).
- Dès son arrestation, Southgate est emmené à la caserne de Montluçon après un séjour au siège de la Gestapo, à l'hôtel de l'Univers, menotté avec son radio. Southgate leur raconte une « histoire de brigand ». Les Allemands ne savent pas qu'il est anglais. Il arrive le matin à Fresnes et est conduit le jour même à 16 heures avenue Foch devant la Gestapo qui avait un « sourire jusqu'aux oreilles ». On s'adresse à lui en l'appelant M. Hector. Il ne bronche pas. Ils avaient malheureusement trouvé une vingtaine de télégrammes, dont il n'avait pas eu le temps de prendre connaissance, intitulés « pour Hector ». Bientôt, on lui dira : « Commandant Southgate, inutile de nier ! » Il a en effet été dénoncé de la façon la plus bête : un jeune officier anglais radio qu'il avait connu à Londres et qui avait été parachuté sur un de ses terrains près de Moulins avait été arrêté à Marseille, emmené avenue Foch, très maltraité[20]. Au moment où on l'amenait de l'avenue Foch à Fresnes, alors qu'il descendait l'escalier entouré de deux inspecteurs, Ernst Vogt, inspecteur du SD chargé des interrogatoires montait ce même escalier. Pris d'une inspiration, il lui met sous le nez la carte d'identité de Southgate en lui demandant : « Tu le connais ? Il est pris. » Le lieutenant anglais dit oui, ce qui a beaucoup étonné le SD, car ils avaient été arrêtés loin l'un de l'autre (Montluçon et Marseille). Le jeune officier était dans un état physique tel qu'il n'a pas résisté[21].

- Août. Maurice Southgate est déporté au camp de concentration de Buchenwald. Il y travaille comme tailleur. Il parviendra à survivre et à en revenir.

1945.
- Avril. À la libération du camp par les Américains, il est l'un des premiers à sortir du camp, le 11 avril 1945 à 4 heures du soir. Il voit venir à lui sur la route deux hommes sales, en salopette marron qu'il n'identifie pas et qui lui demandent brusquement avec un accent inimitable : « Hello, chum, we're in petrol trouble, can you help us at all ? ». Avec les frères Newton (Henry et Alfred) et Christopher Burney, Southgate est l'un des quatre agents britanniques survivants dans le camp[22]. Trois jours après, il rentre à Londres, où il retrouve sa jeune femme.

### Après la guerre
Il reprend ses activités de concepteur de meubles et décorateur d'intérieur, à Paris. Le 16 avril 1947, il témoigne au procès de Buchenwald, à Dachau. Le 24 janvier 1973, il accorde un entretien à Michel Jouanneau. Il meurt le 17 mars 1990. Il est inhumé au cimetière de Saint-André-d'Allas (Dordogne).

## Reconnaissance

### Distinctions
- Royaume-Uni : DSO.
- France : [aucune distinction mentionnée dans les sources consultées]

### Monument
À Losse (quartier de Lapeyrade) (Landes), une stèle rappelle les sept agents amenés en France lors de cinq parachutages réalisés entre août 1943 et avril 1944 sur les terrains d'alentour :
- pour le réseau STATIONER : Maurice Southgate « Hector », chef du réseau, largué le 28 janvier 1944 à Lubbon (Landes) ;
- quatre agents pour le réseau WHEELWRIGHT de George Starr « Hilaire » :
  - Yvonne Cormeau « Annette », opérateur radio, parachutée le 22 août 1943 en Gironde, qui servit dans le Gers ;
  - Anne-Marie Walters « Colette », courrier, parachutée le 4 janvier 1944 à Créon-d'Armagnac ;
  - Claude Arnault, instructeur-saboteur, parachuté en même temps qu'Anne-Marie Walters ;
  - Denis Parsons « Pierrot », opérateur radio, parachuté le 12 avril 1944 à Ayzieu, ayant agi dans le Gers ;
- deux agents pour le réseau SCHOLAR, parachutés le 19 mars 1944 à Herré (Landes) :
  - Gonzague de Saint-Geniès « Lucien », chef de réseau ;
  - Yvonne Baseden « Odette », opérateur radio.

La stèle, érigée à l'initiative de l’amicale du réseau Hilaire-Buckmaster (c'est-à-dire du réseau WHEELWRIGHT), a été inaugurée le 23 mai 2002.